# Gleibat El Foula
Gleibat El Foula (arabe : اكليبات الفولة ; en berbère : ⴳⵍⵉⴱⴰⵜ ⵍⴼⵓⵍⴰ) est un village du Sud marocain, dans le Sahara occidental.

## Géographie
Gleibat El Foula est située à environ 150 km à l'est de Dakhla, chef-lieu de la province d'Oued Ed-Dahab, dans la région Dakhla-Oued Ed-Dahab.

## Climat
Gleibat El Foula possède un climat désertique chaud (classification de Köppen BWh).